# تسا آلن
تسا آلن (انگلیسی: Tessa Allen؛ زادهٔ ۷ اوت ۱۹۹۶) یک هنرپیشه اهل ایالات متحده آمریکا است.
از فیلم‌ها یا برنامه‌های تلویزیونی که وی در آن نقش داشته است می‌توان به کافی اشاره کرد.